# Dusona scalaria
Dusona scalaria är en stekelart som först beskrevs av Léon Abel Provancher 1886.  Dusona scalaria ingår i släktet Dusona och familjen brokparasitsteklar. Inga underarter finns listade i Catalogue of Life.